# ロンドン地下鉄2009形電車
ロンドン地下鉄2009形電車(英:London Underground 2009 Stock)は、2009年7月から2011年6月にかけて、8両47編成合計376両が営業運転に投入されたロンドン地下鉄 ヴィクトリア線用の電車である。ロンドン地下鉄の2種類ある車両サイズのうち、小さいほうのサイズの車両群に属する。ヴィクトリア線近代化計画の一環として、信号システム、自動運転装置の更新と併せてボンバルディア・トランスポーテーションが一括して受注し、同社のモヴィアとよばれる地下鉄用車両シリーズの一種である。

## 概要
2009形電車はボンバルディアとメトロネット（2011年会社清算）と呼ばれるロンドン地下鉄運営会社の一つとの間で結ばれた、ヴィクトリア線と半地表各線のATO、信号システム更新を含む34億ポンドの契約の一部である。部品交換を含む車両保守もボンバルディアが受注し、ヴィクトリア線ノーザンバーランド・パーク車両基地で保守作業が行われている。ヴィクトリア線で運用されていた1967形電車に対して、最高速度、加減速性能を向上させることで運転時間を16%短縮、その分増発が可能となり、ピーク時には1967形時代より6本多い43本の列車が運転される。ヴィクトリア線の車両限界がロンドン地下鉄の他のシールドトンネル各線よりもやや大きいことを活用し、2009形電車の車体幅は1967形電車よりも40mm広くなっているが、この拡幅により、2009形電車を他の路線に転用することはできなくなっている。ボンバルディアのFICASと呼ばれる技術により車体外壁が薄くなり、全幅の拡大と併せて客室面積が拡大されている 。冷房装置は搭載されていない。
本文中の車両形式略号などはロンドン地下鉄の車両形式および車両番号の付与方法を参照のこと。

## 外観
ボンバルディアのモヴィアシリーズの一種とされているが、ロンドン地下鉄の特殊な車両限界に対応するため、扉配置などの外観には独自色が表れている。側面は片側4扉、うち中央部2箇所が両開き、車端部2箇所が片開き、すべての扉が外吊り式である。ロンドン地下鉄の1935形電車以降の小断面車両各形式に見られるこの扉配置は、床面高さを下げるために台車上部が台枠内に入り込む構造上、強度が落ちる開口部を台車直上に配置しないためのものである。先頭車はドア1箇所分を運転台としているため3扉である。ヴィクトリア線のほとんどの駅のプラットホームが進行方向右側にあるため、ロンドン地下鉄の他車両と異なり運転席は車両右側に設けられた。 1967形電車では乗務員室には扉がなく、乗務員室への出入りは客室を経由していたが、2009形電車の乗務員室には扉が設けられた。車体側面中央部窓上にLED式行先表示装置が設けられた。
塗装は他のロンドン地下鉄各車両と同じく、白を基調とし、車体下部が青、客用ドアと前面部が赤とされている。

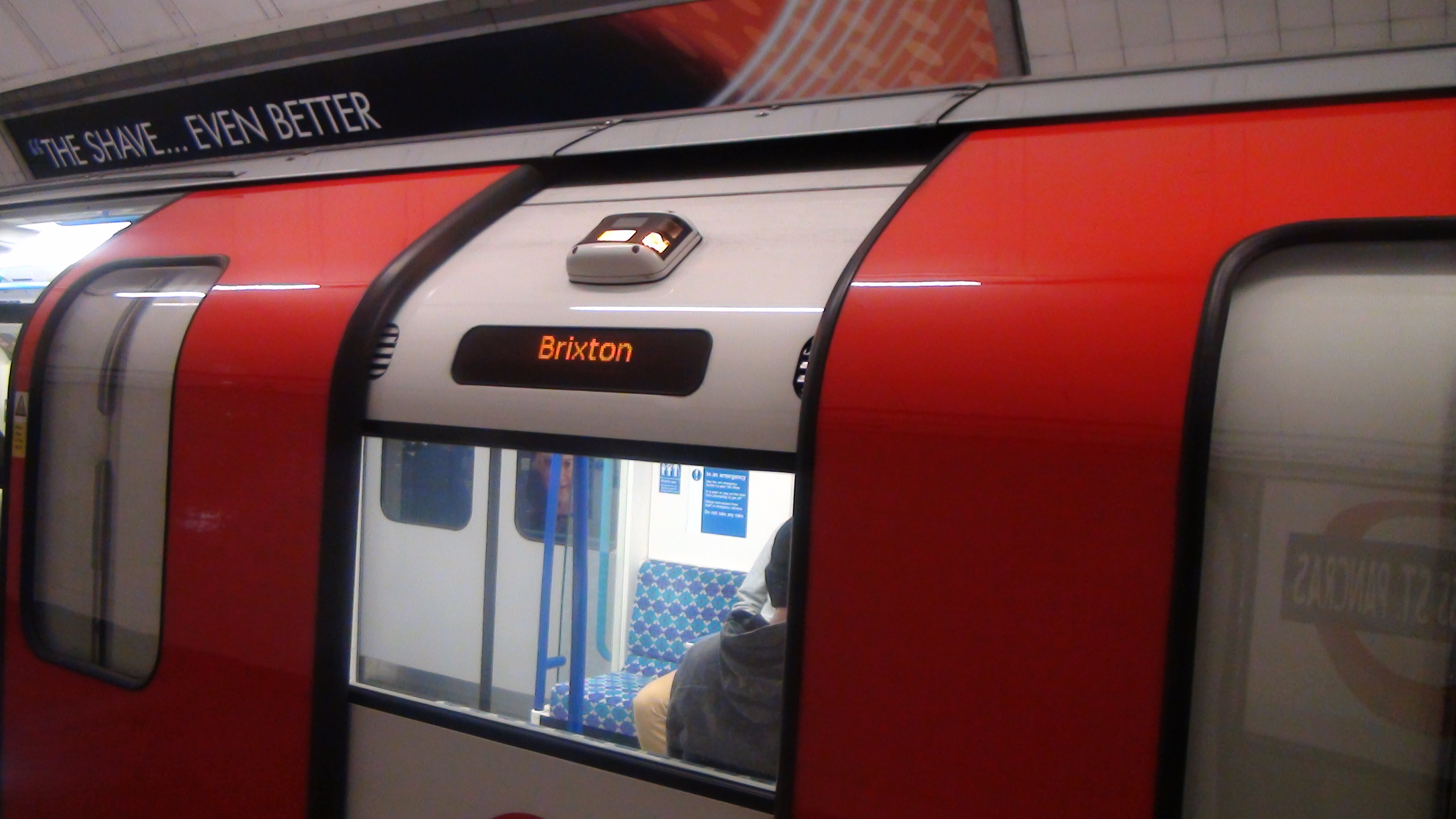
LED式行先表示装置

## 内装

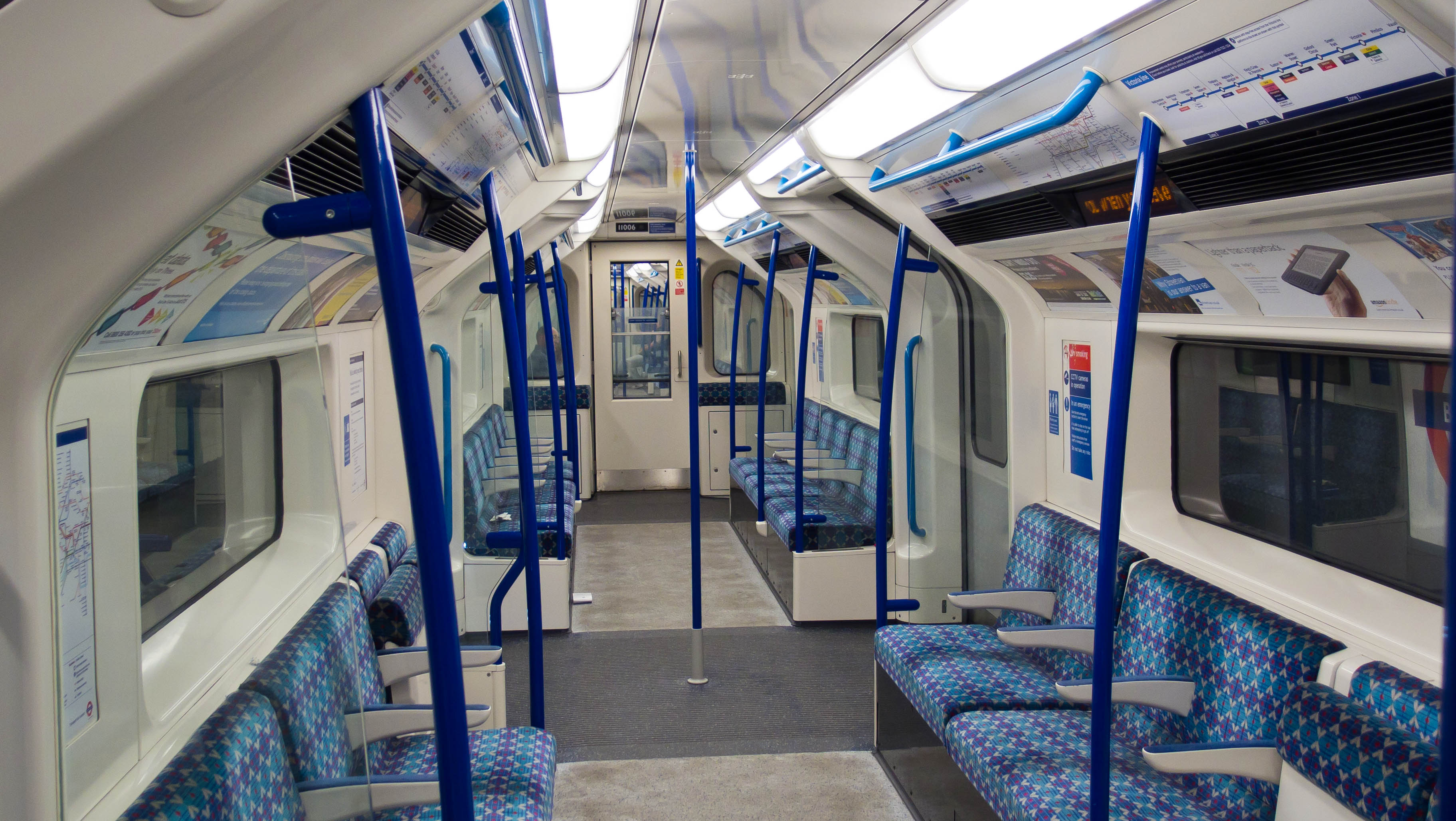
量産車の内装

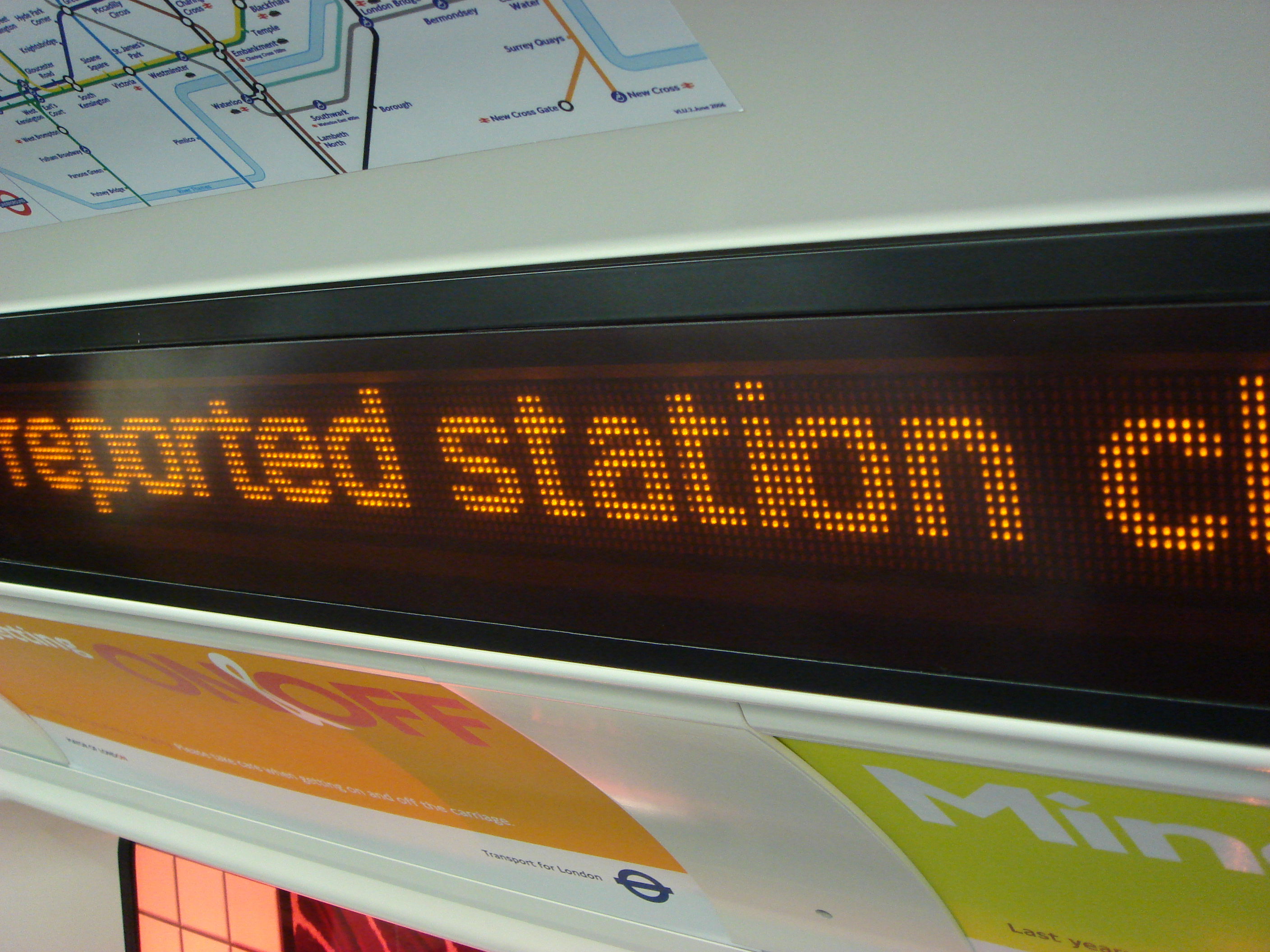
2009形車内のLED式旅客案内表示装置

座席定員は編成あたり288人（折りたたみ式椅子24人分を除く）で、立席は576人相当とされており、1967形より19％増加、乗降の容易化のため、ドア幅も広げられた。ロンドン地下鉄の車両として初めて日本の交通バリアフリー法に相当する英国の鉄道車両のアクセスに関する法律の適用を受けており、跳ね上げ式椅子を備えた多目的スペース、車椅子、ベビーカー用スペース、車椅子での乗降容易化のため車両中心からずらして設置されたスタンションポールなど、移動制約者に配慮した装備が設けられた。CCTV、LED式旅客案内装置、自動放送装置が備えられたほか、車輪径にかかわらず車両全高を一定に保つ装置が搭載された。

## 主要機器
制御装置はボンバルディア製エレクトロスターのものを改良したものとされている。当初は予定された加速性能を確保するため1992形電車同様全車電動車とする計画だったが、 75％を動軸とすれば十分であるとされ 約1,000万ポンド、総プロジェクト費用の3.5%相当が削減された。 ブレーキ制御システムは各種条件を加味して最適な制動力が得られるとされるクノールブレムゼ製EP2002が採用された。ロンドン地下鉄の他車両と異なり、先頭部の電気連結器は省略され、密着連結器のみが設けられた。ロンドン地下鉄で初めてドアの開閉が電気式とされた。

## 編成

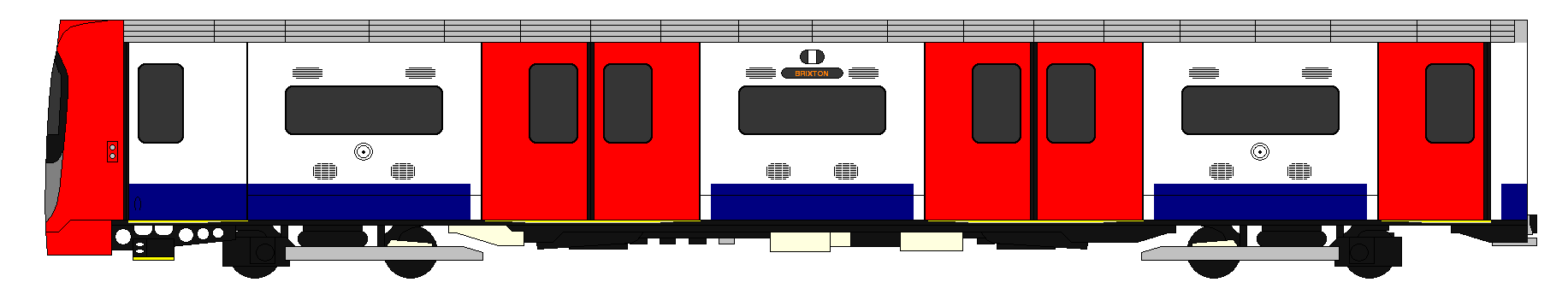
2009形電車側面図

各編成は制御電動車(DM) - 付随車(T) – 中間電動車(NDM) – 簡易運転台付中間電動車（UNDM）の4両1ユニットを背中合わせに組み合わせた8両編成で構成される。
2009形電車の番号体系は下表の通り。北向が'A'DMで南向が'D'DMとなる。Aユニットの下ひと桁は奇数のみ、Dユニットの下ひと桁は偶数のみで、ユニットを組む車両の下3桁の番号は同一である。
| 記号     | 'A' DM        | T             | NDM           | UNDM          |
| -------- | ------------- | ------------- | ------------- | ------------- |
| 車両番号 | 11001 ∥ 11093 | 12001 ∥ 12093 | 13001 ∥ 13093 | 14001 ∥ 14093 |
| 質量     | 26.8t         | 21.6t         | 22.38t        | 22.52t        |

| UNDM          | NDM           | T             | 'D' DM        |
| ------------- | ------------- | ------------- | ------------- |
| 14002 ∥ 14094 | 13002 ∥ 13094 | 12002 ∥ 12094 | 11002 ∥ 11094 |
| 22.52t        | 22.38t        | 21.6t         | 26.8t         |

## 営業運転への投入
2009形電車の設計は2004年9月に完了し、2編成の量産先行車の製造が2006年中ごろの完成を予定し、2005年1月に開始された。2006年2月3日にメトロネットが静的試験用の先行生産車が完成したことを発表した。2006年7月21日から8月4日まで、車両モックアップがユーストン・スクエア駅近くで一般公開され、続いて実用試験に用いられた。
2006年9月からボンバルディアのリチャーチ・レーン工場の試験設備での試験が開始された。2006年末までには実車がヴィクトリア線に搬入され、夜間試験が開始される契約だったが実際の試験開始は2007年5月となった。この夜間試験の間に乗務員と保守作業員の習熟が併せて行われた。
2編成目の先行生産車も夜間試験ののち2008年7月から試験的営業運転を開始する予定だったが、2回の延期の末2009年7月に試験的営業運転が開始された。 最初の営業列車は2009年7月21日ノーザンバーランド・パーク車両基地を23時00分に発車  、23時55分セヴン・シスターズ駅発ブリクストン駅行きとして運転された。
2009年末に本格的生産が始まり、2010年2月から2週間に1編成の割合で新車が投入された。2011年の半ばには1967形電車全車を置き換えるのに十分な数の2009形電車がそろい、2011年6月30日に1967形電車は定期運用からはずされた。